# Kaiserlinde (Elversberg)

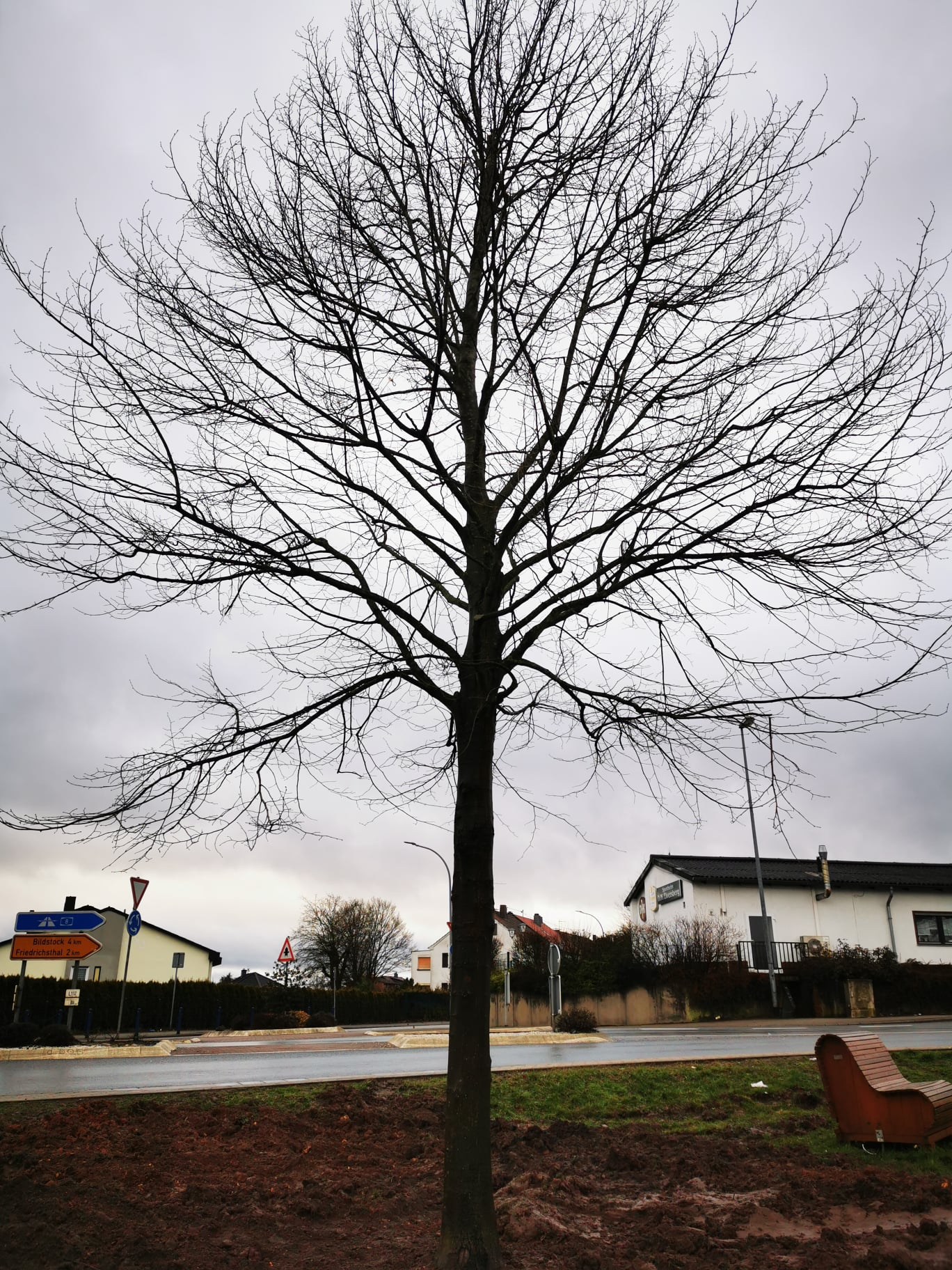
Die 2021 am früheren Standort der Kaiserlinde in Elversberg gepflanzte „neue Kaiserlinde“ (Aufnahme 2021)

Die Kaiserlinde in Elversberg (auch Elversberger Kaiserlinde) war eine Kaiserlinde in Spiesen-Elversberg an der Lindenstraße, Ecke Waldstraße, im Landkreis Neunkirchen (Saarland). Sie war als Naturdenkmal mit der Kennung D 407 04 geschützt.
Die Linde wurde als „Kaiserlinde“ zum 25-jährigen Regierungsjubiläum von Kaiser Wilhelm II. am 15. April 1913 gepflanzt, nach anderer Angabe im ersten Halbjahr 1871 anlässlich der Kaiserkrönung Wilhelms I. Sie war Namensgeberin für das angrenzende Waldstadion Kaiserlinde (heute Ursapharm-Arena an der Kaiserlinde) des Zweitligisten SV Elversberg.
Während des Orkans „Niklas“ in der Nacht vom 30. auf den 31. März 2015 wurde sie bei einer Bö am 31. März um 08:20 Uhr entwurzelt und der über 100 Jahre alten Baum stürzte in den nahen Kreisverkehr. An der Stelle der ehemaligen Kaiserlinde wurde im Sommer 2015 ein Blumenbeet angelegt. Ein riesiger, auf der Seite liegender Blumentopf, aus dem stilisiert die Blumen herausfallen, sollte an die umgestürzte Kaiserlinde erinnern.
Am 28. Januar 2021 wurde an gleicher Stelle eine „neue Kaiserlinde“ gesetzt; sie wurde von Hans-Jürgen Euschen (Lindengarage Elversberg) und seiner Familie gespendet. Die Linde aus einem Anzuchtbetrieb in der Nähe von Oldenburg war bei der Setzung bereits 20 Jahre alt und zwölf Meter hoch mit einem Stammumfang von 80 Zentimetern und sechs Tonnen schwer.